# William Stewart (cyclisme)
Pour les articles homonymes, voir William Stewart et Stewart.
William Stewart, né le 15 septembre 1883 à Dufftown et mort le 9 août 1950 à Bishop's Stortford, est un coureur cycliste britannique. Il a participé aux Jeux olympiques de 1920 à Anvers et de 1924 à Paris. Il a notamment été médaillé d'argent de la poursuite par équipes (en) et quatrième du tandem (en) en 1920.

## Palmarès

### Jeux olympiques
- Anvers 1920
  -  Médaillé d'argent de la poursuite par équipes (en)
  - 4e du tandem (en)
  - 8e des 50 kilomètres (en)
- Paris 1924
  - 7e de la poursuite par équipes (en) (éliminés au premier tour)